# 道山
54°42′S 36°10′W / 54.700°S 36.167°W
道山（英語：Mount Dow），是南極洲的山峰，位於南喬治亞群島，處於卡爾斯山北端以西2公里的諾沃斯爾斯基冰川南岸，海拔高度1,680米，由英國南極名稱諮詢委員所命名，由英國海外領土管轄。